# NGC 1924
NGC 1924 este o emission-line galaxy⁠(d) situată în constelația Orion. A fost descoperită în 5 octombrie 1785 de către William Herschel. Se află la o distanță de 43,85 de megaparseci de Pământ.